# Berliet GDR
Le Berliet GDR représente une large gamme de camions à capot de moyen tonnage, dont le premier de la série a été présenté par Berliet en 1936. Le dernier modèle, le GDR.7 a été fabriqué jusqu'en 1952. Le nombre d'exemplaires total, civils et militaires, est inconnu. La référence GDR correspond au camion porteur et TDR au tracteur de semi-remorques.

## Histoire
Le premier camion de la série GDR est le GDR.22, homologué par le service des Mines le 8 janvier 1936. Le Berliet GDR.22 est un camion de moyen tonnage polyvalent, conçu à partir de 1934, avant la Seconde Guerre mondiale, et présenté officiellement au Salon de l'automobile de Paris 1936. Disposant d'une charge utile de 5 tonnes, il était conforme au décret "rail-route". Il a bénéficié d'un moteur largement surdimensionné, fiable et d'une consommation de 42 litres aux 100 km, raisonnable pour l'époque. Sa carrière a été très longue grâce aux 28 variantes de moteurs qui se sont succédé de 1935 à 1952, selon les disponibilités en énergie de l'époque et des besoins : 12 versions diesel (45 % des ventes), 8 gazogènes (31 % des ventes), 7 essence (24 % des ventes) et 1 au gaz de ville. Une version à cabine avancée, le GDRK, a été lancée en 1948 afin d’augmenter l’espace utile de chargement. Les versions avec poste de conduite à gauche sont apparues en 1937.
À la fin de la guerre, la série GDR.7, lancée en janvier 1946, a remplacé les véhicules détruits par le conflit. Équipé d'un moteur diesel, il était plus économique que les camions à essence fournis par le plan Marshall ou issus du débarquement allié.

## Caractéristiques techniques
La première série du camion Berliet GDR était le modèle GDR.22, avec conduite à droite, répondait au cahier des charges de l'armée française, conçu pour une charge utile de 5 tonnes. Le châssis nu pesait 3 800 kg et le véhicule avait poids à vide de 5 530 kg. Le PTRA était de 10 530 kg. Le véhicule mesurait 7 230 mm de long, 2 790 mm de haut et 2 350 mm de large. L'empattement était de 4 810 mm, la voie avant de 1 920 mm et la voie arrière (roues jumelées) de 1 652 mm, pour passer au gabarit des voies ferrées du réseau français. La taille des pneus était de 38×9 ou 38×8.
Le moteur Berliet type MKB.3 quatre cylindres essence, développant 75 ch SAE (55 kW) à 2 000 trmin avait une cylindrée de 5 892 cm3 (alésage 110 mm x course 155 mm) avec un taux de compression de 5,48 : 1. La boîte de vitesses Berliet F.B.S.J.2 disposait de 4 rapports avant et 1 arrière autorisant une vitesse maximale de 58 km/h. Le réservoir contenait 150 litres qui, avec une consommation déclarée de 42 litres aux 100 km, était censée garantir une autonomie de 300 km. La consommation d'huile était d'environ 1 litre aux 100 km. Le système électrique fonctionnait sous 12 V.

## Berliet GDRAG gazogène
Le Berliet GDRAG est une des 28 versions de la gamme GDR, lancée en 1940 avec une alimentation par gazogène. Le gazogène était un mode de propulsion devenu indispensable durant la Seconde Guerre mondiale en raison de la pénurie de carburant pendant cette période et des taxes sur le gasoil instaurées par le gouvernement français en 1936. Le système gazobois Imbert, adopté par Berliet, permetait d'utiliser du bois cru et non pas du charbon de bois.
Le gazobois Imbert utilisait la production de gaz combustibles à partir du bois, d'abord séché, puis transformé en charbon de bois par combustion à l'étouffé. La combustion complète donnait naissance à du gaz carbonique et de l'oxyde de carbone. Le gaz carbonique (CO2) produit était réduit en oxyde de carbone combustible en traversant la zone de réduction en touchant le charbon incandescent. En 1944, sur les 120 000 camions autorisés à circuler, environ la moitié fonctionnaient au gazogène. Le GDRAG consommait 85 kg de bois au 100 km, 2 kg de bois correspondant à l'énergie d'un litre d'essence.
Le Berliet GDRAG était propulsé par un moteur Berliet 4 cylindres en ligne développant 60 ch SAE, couplé à une boîte de vitesses à 4 rapports, transmission par arbre, joints de cardan et pont AR à démultiplication. Le poids à vide était de 5,7 tonnes et le poids total en charge de 13 tonnes. La vitesse maximale était de 60 km/h. 3 699 exemplaires ont été fabriqués entre 1940 et 1945.

## Berliet GRD.7
Après la fin de la Seconde Guerre mondiale, les constructeurs automobiles français encore en activité, se redressaient très péniblement, à cause de la destruction partielle de leur outil de travail et surtout de la pénurie de matières premières, acier et pneumatiques.
En janvier 1946, Berliet lance une nouvelle version de son éternel GRD, baptisée GDR.7D. Cette nouvelle version renforcée offrait une charge utile de 7 000 kg, avec une variante « châssis court » pour recevoir une benne basculante de chantier. En 1946, la production des camions Berliet est de 180 exemplaires par mois, dont 100 GDR.
En 1948 apparaît le GDR.7W, la dernière série de la lignée GDR/TDR, un porteur 4x2 avec un PTAC de 13 tonnes réparties en 4 tonnes sur l’essieu avant et 9 tonnes sur l’arrière équipé :
- d'un servofreins Westinghouse à air comprimé sur les 4 roues. Ce système améliore de façon significative le temps de réaction et réduit les distances de freinage,
- d'une direction « licence Mill » à vis et écrous oscillants à contact à billes.

Le Berliet GDR.7D était propulsé par un moteur Berliet diesel 4 cylindres de 7,2 litres développant 85 ch SAE à 1 650 tr/min. La charge utile était de 7 tonnes.
En 1948, 1 800 camions GDR/TDR ont été produits, représentant 36% du chiffre d’affaires de Berliet. C'est le GLR.8 qui va lui succéder.

### Tracteur TDR.7W
Cette version tracteur de semi-remorques, alors encore peu utilisée en France, lancée en 1948, présentait les caractéristiques techniques suivantes :
- moteur Berliet-diesel 4 cylindres en ligne 120 x 160 (licence Ricardo Comet III), 7,2 litres de cylindrée, 85 ch SAE à 1 650 trmin,
- boîte de vitesses : 4 rapports AV + 1 AR,
- pont AR à double démultiplication,
- direction à billes (licence Mill),
- freins à air comprimé Westinghouse sur l’ensemble des roues. En cas de rupture d’attelage, le freinage automatique du tracteur et de la semi-remorque restent assurés.
- diamètre de braquage : 16 mètres,
- consommation de 30/34 litres de gasoil aux 100 km,
- vitesse maximale : 52,4 km/h.

## Berliet GDR.7W type armée
Dans le choix de leurs véhicules, les responsables militaires se montrent toujours très pragmatiques. Le moteur à essence qui équipait la version militaire métropolitaine, le Berliet GDR.28F, est remplacé par le moteur diesel Berliet MDB.4R déjà monté sur les versions civiles. Par rapport au GDR.7W civil, plusieurs modifications sont apportées, dont les principales sont :
- réservoir de carburant de 300 litres au lieu de 140,
- ajout d’un réservoir d’eau de 150 litres sur le côté droit, pour les véhicules destinés aux colonies sahariennes,
- cabine avec pavillon isotherme, stores latéraux, deux pare-soleils et siège du conducteur indépendant réglable en hauteur et en profondeur,
- ridelles métalliques de 0,60 m de hauteur,
- installation d’un support pour une deuxième roue de secours,
- remplacement des pneumatiques de 270 x 20 par des 11.25 x 20,
- livrée jaune sable.

Ce camion vient combler un vide et à partir de 1947, en attendant d’être remplacé par le Berliet GLR, il va sillonner tous les territoires coloniaux du sud de l’Afrique du Nord à la vitesse maximale de 50 km/h et se forger une assez bonne réputation. Ces camions ont été retirés du service à partir de 1952, les derniers ont été réformés en 1956. Pour les remplacer, l’armée s’adresse à nouveau à Berliet et les nouveaux camions GLR.8 sont achetés mais leurs premiers parcours sur la piste d'essais militaire se révèlent catastrophiques : fêlures sur le châssis au niveau des mains de ressort, bol décanteur en verre du pré-filtre à gazole exposé aux projections de pierre, ressorts arrière qui cassent ou ne restent pas en place et rupture des valves de retenue des réservoirs d’air. Comme ces problèmes affectaient également les modèles GLR.8 civils, Berliet a été sommé de réagir rapidement. Après la première série GLR.8a, la deuxième GLR.8b qui ne s'avère pas meilleure, en 1956, Berliet présente le GDR.8R qui va rentrer dans le domaine de l’acceptable aux yeux de l’armée.